# 町田次雄
町田 次雄（まちだ つぎお、1972年 - ）は、1990年代から2000年代にかけて活躍した陸上競技選手。専門は3000m障害。箱根駅伝や全日本実業団対抗駅伝大会などに長年にわたって出場し、名物選手として親しまれた。群馬県出身。

## チーム遍歴
- 群馬県立中之条高等学校
- 中央学院大学駅伝部
- 本田技研工業陸上競技部
- 本田技研工業浜松陸上競技部
- 本田技研工業Honda陸上競技部マネージャー
- 中央学院大学駅伝部コーチ

## 経歴
- 大学2年次、1992年9月13日の日本学生対校選手権で3000m障害に出場し、8分45秒08の好記録をマークする。
- 大学3年次、大学として初出場となった第70回箱根駅伝でエース区間の2区を担当。1時間12分21秒で区間18位。
- 大学4年次の第71回箱根駅伝予選会ではチームトップ・個人4位と健闘し連続出場に貢献。本大会では1区に出場し、1時間05分00秒で区間12位。
- 1995年 第37回東日本実業団対抗選手権で3000m障害に出場し、8分48秒39で優勝。
- 1996年 第40回全日本実業団駅伝 4区（10.3km）区間7位。
- 1997年 第41回全日本実業団駅伝 2区（8.4km）区間6位。
- 1998年 全国都道府県対抗男子駅伝競走大会で群馬県代表として最終7区に出走。44分41秒で区間34位。
- 1999年 中部実業団東海学生対抗で5000m13分58秒97をマーク。
- 2000年 第44回全日本実業団駅伝 4区区間11位。
- 2000年 第54回名岐駅伝で区間賞を獲得。チームは準優勝。
- 2001年 第45回全日本実業団駅伝 5区（15.9km）区間10位。
- 2001年 第17回静岡国際で5000mに出場し、14分21秒73をマークする。